# Port Egmont Cays
Port Egmont Cays är öar i territoriet Falklandsöarna (Storbritannien). De ligger i den nordvästra delen av landet, 160 km väster om huvudstaden Stanley. Arean är 0,40 kvadratkilometer.
Terrängen på Port Egmont Cays är mycket platt. Öns högsta punkt är 6 meter över havet. Den sträcker sig 0,6 kilometer i nord-sydlig riktning, och 1,4 kilometer i öst-västlig riktning.